# Ledeuix

Ledeuix este o comună în departamentul Pyrénées-Atlantiques din sud-vestul Franței. În 2009 avea o populație de 990 de locuitori.

## Evoluția populației
| An        | 1975 | 1982  | 1990  | 1999  | 2006  | 2009 |
| --------- | ---- | ----- | ----- | ----- | ----- | ---- |
| Populație | 779  | 1.028 | 1.087 | 1.091 | 1.015 | 990  |